# Paha
Paha je naselje v Občini Novo mesto.